# Barranca Nueva
Barranca Nueva är en ort i Mexiko.   Den ligger i kommunen Ixhuacán de los Reyes och delstaten Veracruz, i den sydöstra delen av landet, 220 km öster om huvudstaden Mexico City. Barranca Nueva ligger 1 328 meter över havet och antalet invånare är 732.
Terrängen runt Barranca Nueva är kuperad åt nordost, men åt sydväst är den bergig. Terrängen runt Barranca Nueva sluttar österut. Runt Barranca Nueva är det ganska glesbefolkat, med 38 invånare per kvadratkilometer. Närmaste större samhälle är Coatepec, 14,8 km nordost om Barranca Nueva. I omgivningarna runt Barranca Nueva växer i huvudsak städsegrön lövskog.